# René Maire
René Charles Joseph Ernest Maire (Lons-le-Saunier, 29 de maig de 1878 - Alger, 24 de novembre de 1949) fou un botànic i micòleg francès. És autor de l'obra monumental Flore de l'Afrique du Nord (16 volums de publicació pòstuma 1953). La seva activitat es desenvolupà a Algèria, Marroc, França, Mali, etc. Contribuí a la col·lecció del Jardí botànic nacional de Bèlgica.

## Vida i obra
La seva infància transcorregué al camp, cosa que li despertà l'interès per la botànica des de jove: començà a publicar notes de temes botànics als 15 anys; també fou durant la infància que tingué un accident que li feu perdre la visió d'un ull. Es llicencià el 1897 i es doctorà en ciències el 1905 a Nancy i rebé el Prix Montaigne de l'Acadèmia de Ciències per la seva tesi. Fou professor de botànica a la Universitat d'Alger des de 1911; mobilitzat en el servei sanitari durant la guerra, estigué a punt de perdre l'ull que li quedava per un despreniment de retina, això el feu dedicar-se al treball de camp i no continuar els estudis amb microscopi. Fou també director del Servei Botànic d'Algèria (1921-1930) i herboritzà tota la regió d'Algèria, Marroc i el Sàhara central.
Entrà en contacte amb Pius Font i Quer i col·laborà en les campanyes micològiques catalanes els anys 1931 i 1933. D'aquí les dues publicacions: Fungi catalaunici  i Fungi Catalaunici: Series Altera: Contribution à l'étude de la flore mycologique de la Catalogne (Barcelona: Institut Botànic de Barcelona, 1933 i 1937)
El 1923 fou escollit membre corresponent de l'Académie des Sciences i membre no resident el 1946. Fou també Oficial de la Legió d'Honor. Des de 1947 fou membre corresponent de la secció de Ciències de l'IEC.